# Otînia
Otînia (în ucraineană Отинія) sau Otinia este o așezare de tip urban din raionul Colomeea, regiunea Ivano-Frankivsk, Ucraina. În afara localității principale, mai cuprinde și satele Hlîboka și Hrabîci.

## Demografie
Componența lingvistică a așezării de tip urban Otînia
     Ucraineană (98,67%)
     Rusă (1,05%)
     Alte limbi (0,22%)
Conform recensământului din 2001, majoritatea populației așezării de tip urban Otînia era vorbitoare de ucraineană (98,67%), existând în minoritate și vorbitori de rusă (1,05%).